# Mechell
Mechell est une localité du pays de Galles située sur l’île d’Anglesey.